# فلاندر
فلاندْر (هلندی: , فرانسوی: Flandre‎) منطقه زندگی مردم فلاندری است، که به منطقه بزرگی از فرانسه و بلژیک و جنوب هلند گفته می‌شد، اما اکنون معمولاً فقط بر منطقه فلمیش، یکی از دو ناحیه خودمختار بلژیک، دلالت دارد، که خود بزرگ‌ترین سرزمین فلاندرها است و بیش‌ترین جمعیت فلاندر در آن می‌زیند. حال آن که به معنای تاریخی گستره‌ای فراخ‌تر داشته‌است. بروکسل، پایتخت بلژیک، اگرچه در ناحیه فلاندر جای گرفته‌است، اما به سبب تمرکز درازمدت نهادهای حکومت، که اغلب فرانسوی‌زبان بوده‌است، جمعیت فرانسوی‌زبان بزرگی را در خود جای داده‌است. از این رو بلژیک به سه ناحیه تقسیم شده‌است و به صورت فدرال اداره می‌شود.
سرزمین فلاندر از شمال به هلند، از جنوب به ناحیه والونی بلژیک، از شمال شرق به دریای شمال و آب‌راه مانش محدود است. بخشی از سرزمین فلاندر در خاک فرانسه جای دارد، که فلاندر فرانسه نام دارد. در جنوب هلند، به ویژه در برابانت شمالی، نیز بسیاری به لهجه فلاندری سخن می‌گویند.

## پیشینه
جستار اصلی: کنت‌نشین فلاندرز
اگرچه در سده‌های میانه کنت‌نشین فلاندر بخشی از پادشاهی فرانسه بود، اما بخش شرقی ش خراج‌گزار امپراتوری مقدس روم بود. در سده پانزدهم (میلادی) فیلیپ جسور، دوک بورگوندی، با مارگارت سوم، کنتس فلاندر، ازدواج کرد و سرنوشت فلاندر و بورگوندی به هم گره خورد. نوه ش فیلیپ قلمرو ش را چندان گسترد، که رقیبی برای پادشاه فرانسه به‌شمار می‌آمد. اما پسر ش ژان مارتن در جنگ کشته شد و پادشاه فرانسه دوک‌نشین بورگوندی را به قلمرو ش پیونداند. ماری بورگوندی، تنها فرزند ژان، که به ازدواج ماکسیمیلیان وارث دودمان هابزبورگ درآمده بود، بر باقی قلمرو پدر ش از جمله کنت‌نشین فلاندر فرمان راند. پس از او این سرزمین، که فلاندر هم بخشی از آن بود، به فرمان دودمان هابزبورگ درآمد، به هلند هابزبورگ آوازه یافت. در سده‌های جدید بخشی از جمهوری هلند شد.